# بآتریس (آلاباما)
بآتریس  شهری است در ایالت آلاباما در کشور آمریکا.

## مکان
بآتریس در موقعیت () قرار دارد.
با توجه به اطلاعات اداره آمار آمریکا مساحت آن در حدود ۳،۵ است.

## مردم‌شناسی
با توجه به آمار سال ۲۰۰۰ جمعیت آن ۴۱۲ نفر، ۱۵۸ خانواده در آن ساکن هستند.
تعداد ۲۰۳ واحد خانه در هر مساحت تقریبی (۵۸،۱akm²) قرار دارد.
۲۸،۹% درصد از خانواده‌های فرزند زیر ۱۸ سال داشتند که از این تعداد ۳۶،۱% درصد زوج بوده و ۲۵،۳% درصد زنان بدون شوهر و ۳۲،۳% درصد نیز غیر خانواده بودند.
متوسط درآمد یک خانواده در حدود ۱۵،۶۲۵ دلار آمریکا است و زنان درآمد متوسط ۳۰،۴۱۷ دلار آمریکا و مردان درآمد متوسط ۱۵،۴۶۹ دلار آمریکا بدست می‌آورند.